# Opistholebes adcotylophorus
Opistholebes adcotylophorus är en plattmaskart. Opistholebes adcotylophorus ingår i släktet Opistholebes och familjen Opistholebetidae. Inga underarter finns listade i Catalogue of Life.